# Wilhelmine Corinth
Wilhelmine "Mine" Corinth  (Berlín, 13 de junio de 1909 - Nueva York, 31 de mayo de 2001), más conocida como Wilhelmine Corinth-Klopfer, fue una actriz y escritora germano-estadounidense. Era hija del pintor Lovis Corinth y de su esposa Charlotte Berend-Corinth.

## Biografía
Wilhelmine "Mine" Corinth, quien recibió su nombre en honor a su abuela paterna, fue bautizada 6 meses después de su nacimiento en el estudio de Corinth en la calle Klopstockstraße en Berlín. Era la segunda hija de la pareja después de su hermano, quien era cinco años mayor. Al igual que Thomas, Wilhelmine se convirtió en un tema habitual de su padre para numerosas acuarelas, dibujos y grabados, así como para 13 óleos.
Wilhelmine estudió en la Academia de Artes de Berlín y en la clase de pintura de su madre tras la muerte de su padre. Posteriormente se convirtió en actriz de teatro y actuó en teatros de Hannover y Darmstadt junto con Karl Schönböck, Elisabeth Flickenschildt, Lilli Palmer y Brigitte Horney. El 28 de junio de 1933 fue despedida del Staatstheater Darmstadt por ser parte de la religión judía y se le prohibió trabajar. En su primer matrimonio se casó con el ingeniero Hanns Hecker y tuvo tres hijos con él, Michael, Georg y Katharina. Pasaron juntos la Segunda Guerra Mundial en Hamburgo y en 1948 Wilhelmine se mudó junto con su madre y su hermano a la ciudad de Nueva York. En 1949 se publicó su novela autobiográfica llamada Six Years Long, que fue escrita durante la Segunda Guerra Mundial.
En 1950 se divorció, y en 1952 se casó con el ingeniero Hans Klopfer, quien murió en 1962. Desde 1965 mantenía una relación con el tenor y bailarín de salón Russell Palin. Tras la muerte de su madre en 1967 y de su hermano en 1988, se hizo cargo de la administración del patrimonio artístico de sus padres y organizó exposiciones tanto en Estados Unidos como en Alemania. En 1983 publicó la novela The Ferrywoman. The Passionate Life of Marie Grubbe, que representaba la historia de la vida de Marie Grubbe como una mujer fatal en la época barroca. En 1990 se publicó el libro Ich habe einen Lovis, keinen Vater.... (Tengo un Lovis, no un padre), escrito junto con la periodista Helga Schalkhäuser. Wilhelmine Corinth murió cinco días después que su pareja, Russell Palin, el 31 de mayo de 2001.

## Literatura
- Hannes Heer; Sven Fritz; Heike Brummer; Jutta Zwilling: Verstummte Stimmen : die Vertreibung der "Juden" und "politisch Untragbaren" aus den hessischen Theatern 1933 bis 1945. Berlin : Metropol, 2011 ISBN 978-3-86331-013-4 S. 211.